# First Reformed
First Reformed (br: No Coração da Escuridão) é um filme de drama americano escrito e dirigido por Paul Schrader. Estrelado por Ethan Hawke, Amanda Seyfried e Cedric the Entertainer, remonta a história de um líder religioso protestante com indagações acerca da fé e da moralidade enquanto pastor de uma igreja em declínio.
O filme foi apresentado pela primeira vez no Festival Internacional de Cinema de Veneza, em 31 de agosto de 2017, e lançado nos cinemas em 18 de maio de 2018, nos Estados Unidos, por intermédio da A24. Aclamado pela crítica, em específico a atuação de Hawke, a direção e o roteiro de Schrader, foi selecionado pelo National Board of Review e pelo American Film Institute como um dos dez melhores filmes de 2018. No Independent Spirit Awards 2018, recebeu nomeações para Melhor Filme, Melhor Ator (Hawke), Melhor Diretor e Melhor Roteiro.

## Elenco
- Ethan Hawke como Pastor Ernst Toller
- Amanda Seyfried como Mary Mensana
- Cedric the Entertainer como Pastor Joel Jeffers
- Victoria Hill como Esther
- Philip Ettinger como Michael Mensana
- Michael Gaston como Edward Balq
- Bill Hoag como John Elder

## Produção e lançamento
First Reformed foi filmado durante 20 dias no Brooklyn e no Queens, em Nova Iorque, incluindo cenários da Zion Episcopal Church. Schrader afirmou que foi inspirado pelo filme Ida, de Pawel Pawlikowski, na proporção 4:3, dizendo: "Essa proporção impulsiona as linhas verticais, então você captura mais do corpo humano em cada frame."
Em setembro de 2017, a empresa A24 adquiriu os direitos de distribuição do filme. Desse modo, foi lançado em 18 de maio de 2018, nos Estados Unidos, além de exibições em diversos festival como o Festival Internacional de Cinema da Nova Zelândia e no Festival Internacional de Cinema de Melbourne.

## Recepção crítica
No Metacritic, o filme conta com uma pontuação de 85 de 100, baseada em 47 críticas que indicam aclamação universal. No agregador de avaliações Rotten Tomatoes, o filme tem aprovação de 93%, baseada em 209 avaliações e média de 8,3/10. Segundo o consenso do portal, "trazido à vida através do trabalho dedicado do roteirista e diretor Paul Schrader e impulsionado pela atuação de Ethan Hawke, First Reformed dispõe de uma análise sensível e repleta de suspense acerca de temas turvos."
Michael Phillips, do Chicago Tribune, escreveu: "First Reformed é um ato de investigação espiritual, friamente capturado e, claramente, um dos filmes mais fortes do ano." Ann Hornaday, do The Washington Post, escreveu: "Ao mesmo tempo em que é rumanitivo e chocante, inclinado a Deus e com conteúdo gráfico, First Reformed é, indiscutivelmente, o melhor filme que Schrader dirigiu dsde Affliction". A. O. Scott, do The New York Times, escreveu: "[First Reformed] é o retrato de uma alma atormentada, exposta numa captura poderosa, rigorosa e meticulosa."